# Mercer Lake (Antàrtida)
El llac Mercer és un llac subglacial a l'Antàrtida cobert per un full de gel de 1,067 m de gruix. L'aigua interna que conserva és hidràulicament activa, amb temps de substitució en una dècada per part del Mar de Ross.
A la dècada del 2010 el llac Mercer té un alt risc d'esfondrament per la Capa de gel de l'Antàrtida Occidental, degut als riscos de l'escalfament global. Els estudis suggereixen que el Llac Mercer, així com altres llacs subglacials, semblen estar vinculats a altres esdeveniments de drenatge en un reservori, causant filtracions i drenatges en llacs adjacents.

## Exploració

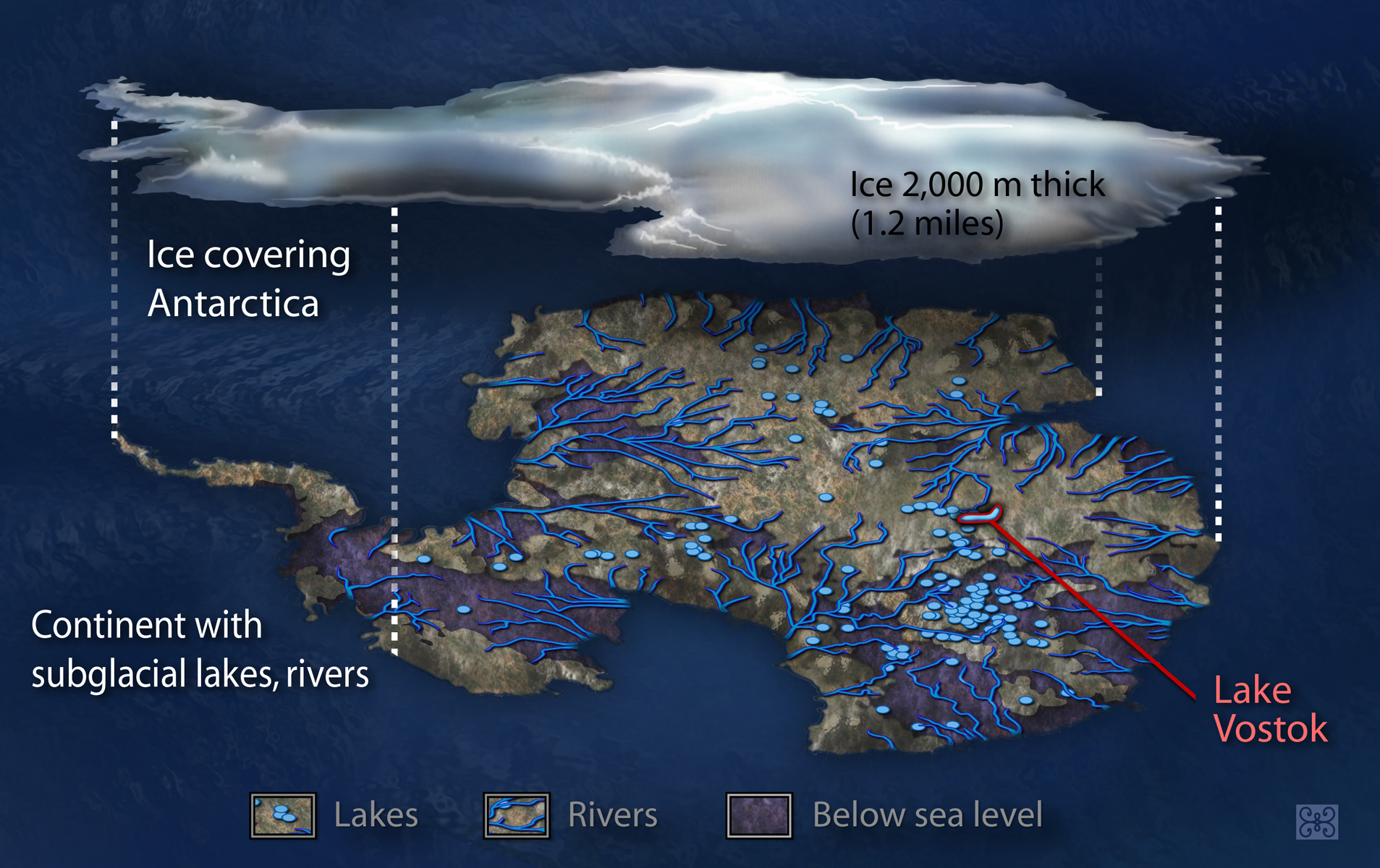
Representació del sistema aquàtic antàrtic que els científics creuen que estan operatius sota el gel antàrtic

Helen Amanda Fricker de la Institució Scripps d'Oceanografia la va descobrir el Llac subglacial Mercer per accident el 2007, mentre utilitzava sondes de radar per satèl·lit per buscar la línia de terra d'una glacera El 28 de desembre de 2018, l'equip de l'Acolliment per l'Accés Científic als Llacs Antàrtics Subglacials (SALSA), on serveix en el comitè executiu del projecte, va anunciar haver arribat al llac Mercer després de dos dies de fondre el camí a través de 1.067 m de gel amb una perforadora d'aigua calenta d'alta pressió. L'aigua de perforació es bombeja a través de filtres que capturen el 99,9% de bacteris i partícules, seguit de l'exposició a la llum Ultra violada i amb la Pasteurització. L'equip va obtenir mostres d'aigua per a anàlisis químiques i biològiques, així com mostres de gel basal, i nuclis de sediments de fins a 1,7 m.

## Resultats preliminars

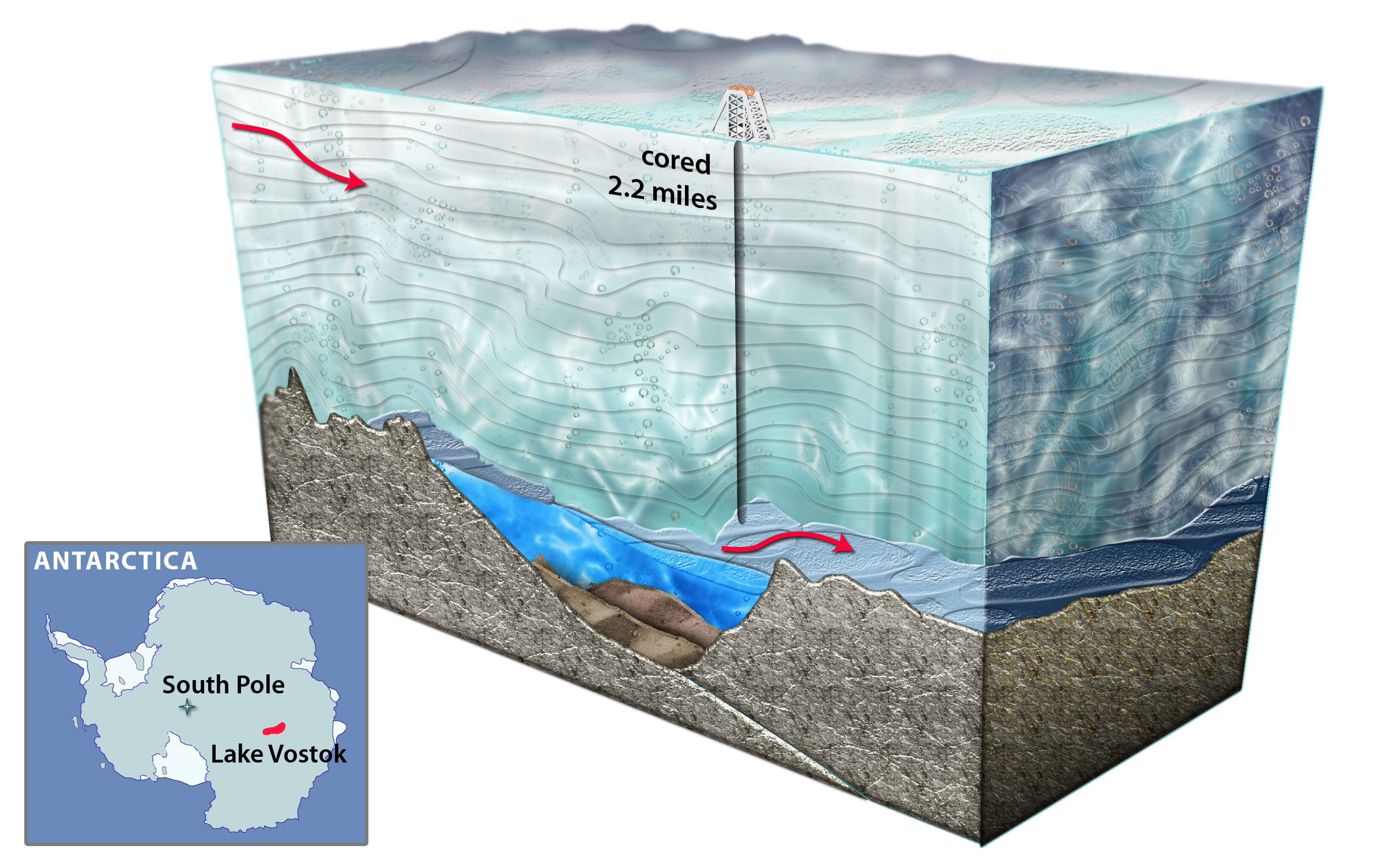
Representació de la secció transversal del llac Vostok, el llac subglacial més conegut de l'Antàrtida. Es creu que l'aigua líquida triga milers d'anys a passar pel llac

Un informe preliminar afirma que antics esquelets de crustacis i tardígrads es van ser aïllat de les mostres de sediment. Les mostres d'aigua del llac contenen suficient oxigen per acollir animals aquàtics, una mostra de l'abundant fauna que acull el continent antàrtic. Els bacteris estan presents amb una densitat d'almenys 10.000 cèl·lules per mil·lilitre. Altres organismes antics recuperats dels sediments inclouen petxines de diatomees (algues fotosintètiques) i plantes fibroses o fongs. Com els crustacis i tardígrads van arribar al llac de Mercer és un tema a debat, però els científics sospiten que l'elevació gradual del continent va transformar les badies poc profundes en llacs aïllats. L'equip intentarà establir l'edat de les restes d'animals utilitzant datacions per radiocarbòni, i també intentarà seqüenciar l'ADN a partir de crustacis per esbrinar si pertanyen a espècies marines o d'aigua dolça.
Els nuclis de sediments també seran analitzats per geobiòlegs per estudiar com la matèria orgànica dipositada durant les incursions marines influeix en l'actual biodiversitat contemporània i en el cicle de carboni.